# 陳國棟 (歷史學家)
陳國棟（1955年－），臺灣歷史學者，中央研究院歷史語言研究所研究員，曾任國立臺灣大學經濟學系教授，現為荷蘭萊頓大學研究生指導教授。曾任台灣大學歷史學報46至49期編輯委員。

## 著作
1. 《臺灣的山海經驗》（臺北：遠流出版公司，2005，2006二刷）。
2. 《東亞海域一千年》（臺北：遠流出版公司，2005，2006二刷，2013.5增訂新版；濟南：山東畫報出版社，2006）。
3. 《清代前期的粵海關與十三行》（廣州：廣東人民出版社，2014.10）。
4. 《記憶、海洋與尋常歷史》（新北市：淡江大學出版社，2020）[1]。

## 學位論文
1. 《清代前期的粵海關 (1683-1842)》（臺北：國立臺灣大學歷史學研究所碩士論文，1980
2. “The Insolvency of the Chinese Hong Merchants, 1760-1843” (PhD diss., Yale University, 1990).[1]

## 期刊論文
1. 〈潘季馴「河不分流、束水刷沙」治河理論的探討〉，《史繹》14 (1977)：74-96。
2. 〈西班牙及荷蘭時代的淡水（上）〉，《臺灣人文》3 (1978)：27-37。
3. 〈西班牙及荷蘭時代的淡水（下）〉，《臺灣人文》4 (1978)：25-33。
4. 〈清代前期粵海關監督的派遣〉，《史原》10 (1980)：139-168。
5. 〈從《天主實義》看利瑪竇對中國儒學之理解〉，《中華文化復興月刊》13.11 (1980)：37-41。[1]

## 專書
1. 包樂史 (Leonard Blusse) 、莊國土主編，陳國棟副主編，《公案簿》（廈門：廈門大學出版社，2002〔第1冊〕；2004〔第2冊〕；2004〔第3冊〕；2005〔第4冊〕；2006〔第5冊〕；2006〔第6冊〕；2007〔第7冊〕）。
2. 陳國棟、羅彤華合編並合寫導言，《經濟脈動》（北京：中國大百科全書出版社，2005）。[1]

## 相關連結
1. 中研院史語所[1]
2. 中研院人文講座[4]